# 1,6-diclorohexano
El 1,6-diclorohexano, llamado también dicloruro de hexametileno, es un compuesto orgánico de fórmula molecular C6H12Cl2. Es un haloalcano lineal de seis carbonos con dos átomos de cloro unidos respectivamente a cada uno de los carbonos terminales.

## Propiedades físicas y químicas
A temperatura ambiente, el 1,6-diclorohexano es un líquido incoloro e inodoro. Su punto de ebullición es 204 °C y su punto de fusión -13 °C.
Posee una densidad algo mayor que la del agua, ρ = 1,070 g/cm³ mientras que en fase gaseosa su densidad es 5,3 veces la del aire.
El valor del logaritmo de su coeficiente de reparto, logP = 3,17, indica que es más soluble en disolventes apolares —como el 1-octanol— que en disolventes polares.
En cuanto a su reactividad, el 1,6-diclorohexano es incompatible con agentes oxidantes fuertes y con bases fuertes.

## Síntesis
El 1-6-diclorohexano se obtiene por cloración de 1,6-hexanodiol con cloruro de tionilo en dimetilformamida (DMF) a 80 °C de temperatura. De esta manera se alcanza un rendimiento del 94%. Otra opción es usar como catalizador óxido de trifenilfosfina a 60 - 120 °C, siendo el rendimiento del 88%.
También se puede preparar por descarboxilación térmica del 1,6-hexanodiil dicarbonoclorhidrato usando cloruro de hexabutilguanidinio como catalizador. Con este procedimiento el rendimiento es del 93%.

## Usos
El 1,6-diclorohexano sirve para preparar octanodinitrilo, mediante su reacción con cianuro de sodio a 100 °C. El rendimiento es del 93%.
También es precursor de tiosulfatos orgánicos que tienen aplicación en la industria del caucho como estabilizadores post-vulcanización y del ácido 7-cloroheptanoico, que se elabora por hidrólisis ácida con 1-cloroheptanonitrilo.
El 1,6-diclorohexano se ha usado para preparar alquinos, por reacción con alquinil-litios en dioxano empleando amida de litio como base.
También se ha utilizado en síntesis de policarbonatos a partir de dioles y dióxido de carbono y en la de heterociclos a partir de organoestannilaminas.

## Biodegradación
Se ha estudiado la deshalogenación del 1,6-diclorohexano a 1,6-hexanodiol por medio de la enzima haloalcano deshalogenasa, si bien la actividad enzimática supone solo un 32% de la registrada cuando el sustrato es 4-clorobutanol.
Asimismo, bacterias del género Acinetobacter cepa GJ70, son capaces de utilizar el 1,6-diclorohexano como fuente de carbono, liberando cloruro. Dado que los haloalcanos se utilizan profusamente en la industria, siendo en ocasiones contaminantes, la biodegradación de estos compuestos tiene una importante relevancia medioambiental.

## Precauciones
El 1,6-dicloroheptano es un compuesto combustible que tiene su punto de inflamabilidad 89 °C y su temperatura de autoignición a 205 °C. Al arder pueden originarse emanaciones tóxicas de cloruro de hidrógeno.
El contacto con este producto provoca irritación en piel y ojos.